# زاغه (باروق)
زاغه، روستایی در دهستان آجرلوی شرقی بخش نختالو شهرستان باروق در استان آذربایجان غربی ایران است. این روستا، مرکز دهستان آجرلوی شرقی است.

## جمعیت
بر پایه سرشماری عمومی نفوس و مسکن در سال ۱۳۹۵، جمعیت این روستا برابر با ۲۵۴ نفر (۷۳ خانوار) بوده است.